# Palpita candidalis
Palpita candidalis es una especie de polillas perteneciente a la familia Crambidae. Fue descrita por Paul Dognin en 1904. Se encuentra en Ecuador.